# Classe Benson
Pour les articles homonymes, voir Benson.
La classe Benson, est une classe de trente destroyers de l'United States Navy construits entre 1938 et 1943 et en service de 1940 à 1951. Les navires de la classe Benson participent à la Seconde Guerre mondiale.
Les trente destroyers de classe Benson sont construits en deux groupes. Les six premiers sont autorisés au cours de l'année fiscale 1938 et sont construits par la chantier naval Fore River de Quincy, le Boston Navy Yard, le Charleston Navy Yard (en) et le Puget Sound Naval Shipyard and Intermediate Maintenance Facility. Les 24 autres Benson sont autorisés en 1940-42 et construits dans quatre chantiers appartenant à Bethlehem Steel. Leur construction commence après la mise en service du premier groupe. Pendant la Seconde Guerre mondiale, les Bensons sont généralement combinés avec les destroyers de la classe Livermore sous le nom de classe Benson-Livermore dans les références jusqu'aux années 1960 au moins[. Dans certaines références, les deux classes sont combinées et appelées classe Benson. Les destroyers des classes Benson et Livermore sont l'épine dorsale des patrouilles de neutralité d'avant-guerre et participent à toutes les grandes campagnes menées par l'US Navy lors de la Seconde Guerre mondiale.  

## Liste des bâtiments
| Nom               | Numéro. | Constructeur                                                            | Quille            | Commission                     | Decommission                  | Destin |
| ----------------- | ------- | ----------------------------------------------------------------------- | ----------------- | ------------------------------ | ----------------------------- | --- |
| Benson            | DD-421  | Bethlehem Steel Corporation, Fore River Shipyard, Quincy, Massachusetts | 16 mai 1938       | 25 juillet 1940                | 18 mars 1946                  | Transféré à la Chine, le 26 février 1954. |
| Mayo              | DD-422  | Bethlehem Steel Corporation, Fore River Shipyard, Quincy, Massachusetts | 16 mai 1938       | 18 septembre 1940              | 18 mars 1946                  | Vendu pour la ferraille le 8 mai 1972. |
| Madison           | DD-425  | Boston Navy Yard                                                        | 19 septembre 1938 | 6 août 1940                    | 13 mars 1946                  | Coulé comme cible le 14 octobre 1969. |
| Lansdale          | DD-426  | Boston Navy Yard                                                        | 19 décembre 1938  | 17 septembre 1940              |                               | Coulé par la Luftwaffe el 20 avril 1944. |
| Hilary P. Jones   | DD-427  | Charleston Navy Yard                                                    | 16 mai 1938       | 6 septembre 1940               | 6 février 1947                | Prêté à Taïwan le 26 février 1954. |
| Charles F. Hughes | DD-428  | Puget Sound Naval Shipyard                                              | 3 janvier 1938    | 6 septembre 1940               | 18 mars 1946                  | Coulé comme cible le 26 mars 1969 |
| Laffey            | DD-459  | Bethlehem Shipbuilding Corporation, San Francisco, Californie           | 13 janvier 1941   | 31 mars 1942                   |                               | Coulé par le Hiei lors de la bataille navale de Guadalcanal le 13 novembre 1942.                                                               |
| Woodworth         | DD-460  | Bethlehem Shipbuilding Corporation, San Francisco, Californie           | 30 avril 1941     | 30 avril 1942 21 novembre 1950 | 11 avril 1946 14 janvier 1951 | Transféré à l'Italie le 11 juin 1951. |
| Farenholt         | DD-491  | Bethlehem Steel Corporation, Staten Island, New York                    | 11 décembre 1940  | 2 avril 1942                   | 26 avril 1946                 | Vendu pour la ferraille le 22 novembre 1972.                                                                                                   |
| Bailey            | DD-492  | Bethlehem Steel Corporation, Staten Island, New York                    | 29 janvier 1941   | 11 mai 1942                    | 2 mai 1948                    | Coulé comme cible le 4 novembre 1969. |
| Bancroft          | DD-598  | Bethlehem Steel Corporation, Fore River Shipyard, Quincy, Massachusetts | 1er mai 1941      | 30 avril 1942                  | 1er février 1946              | Vendu pour la ferraille le 16 mars 1973 |
| Barton            | DD-599  | Bethlehem Steel Corporation, Fore River Shipyard, Quincy, Massachusetts | 20 mai 1941       | 29 mai 1942                    |                               | Coulé par l'Amatsukaze lors de la bataille navale de Guadalcanal le 13 novembre 1942.                                                          |
| Boyle             | DD-600  | Bethlehem Steel Corporation, Fore River Shipyard, Quincy, Massachusetts | 31 décembre 1941  | 15 août 1942                   | 29 mars 1946                  | Coulé comme cible le 3 mai 1973. |
| Champlin          | DD-601  | Bethlehem Steel Corporation, Fore River Shipyard, Quincy, Massachusetts | 31 janvier 1942   | 12 septembre 1942              | 31 janvier 1947               | Vendu pour la ferraille le 8 mai 1972. |
| Meade             | DD-602  | Bethlehem Steel Corporation, Staten Island, New York                    | 25 mars 1941      | 22 juin 1942                   | 17 juin 1946                  | Coulé comme cible 18 février 1973 |
| Murphy            | DD-603  | Bethlehem Steel Corporation, Staten Island, New York                    | 19 mai 1941       | 23 juillet 1942                | 9 mars 1946                   | Endommagé dans une collision avec le SS Bulkoil à 121 km au large de New York, le 21 octobre 1943. Vendu pour la ferraille, le 6 octobre 1972. |
| Parker            | DD-604  | Bethlehem Steel Corporation, Staten Island, New York                    | 9 juin 1941       | 31 août 1942                   | 31 janvier 1947               | Vendu pour la ferraille le 25 mai 1973 |
| Caldwell          | DD-605  | Bethlehem Shipbuilding Corporation, San Francisco, Californie           | 24 mars 1941      | 10 juin 1942                   | 24 avril 1946                 | Vendu pour la ferraille le 4 novembre 1966. |
| Coghlan           | DD-606  | Bethlehem Shipbuilding Corporation, San Francisco, Californie           | 28 mars 1941      | 10 juillet 1942                | 31 mars 1947                  | Vendu pour la ferraille le 12 juin 1974. |
| Frazier           | DD-607  | Bethlehem Shipbuilding Corporation, San Francisco, Californie           | 5 juillet 1941    | 30 juillet 1942                | 15 avril 1946                 | Vendu pour la ferraille le 6 octobre 1972. |
| Gansevoort        | DD-608  | Bethlehem Shipbuilding Corporation, San Francisco, Californie           | 16 juin 1941      | 25 août 1942                   | 1er février 1946              | Coulé comme cible le 23 mars 1972. |
| Gillespie         | DD-609  | Bethlehem Shipbuilding Corporation, San Francisco, Californie           | 16 juin 1941      | 18 septembre 1942              | 17 avril 1946                 | Coulé comme cible le 16 juillet 1973. |
| Hobby             | DD-610  | Bethlehem Shipbuilding Corporation, San Francisco, Californie           | 30 juin 1941      | 18 novembre 1942               | 1er février 1946              | Coulé comme cible le 1er juin 1972. |
| Kalk              | DD-611  | Bethlehem Shipbuilding Corporation, San Francisco, Californie           | 30 juin 1941      | 17 octobre 1942                | 3 mai 1946                    | Coulé comme cible le 20 mars 1969. |
| Kendrick          | DD-612  | Bethlehem Steel Company, San Pedro, California, Terminal Island         | 1er mai 1941      | 12 septembre 1942              | 31 mars 1947                  | Coulé comme cible le 2 mars 1968. |
| Laub              | DD-613  | Bethlehem Steel Company, San Pedro, California, Terminal Island         | 1er mai 1941      | 24 octobre 1942                | 2 février 1946                | Vendu pour la ferraille le 14 janvier 1975. |
| MacKenzie         | DD-614  | Bethlehem Steel Company, San Pedro, California, Terminal Island         | 29 mai 1941       | 21 novembre 1942               | 4 février 1946                | Coulé comme cible le 1er juin 1974. |
| McLanahan         | DD-615  | Bethlehem Steel Company, San Pedro, California, Terminal Island         | 29 mai 1941       | 19 décembre 1942               | 2 février 1946                | Vendu pour la ferraille le 1er juin 1974. |
| Nields            | DD-616  | Bethlehem Steel Corporation, Fore River Shipyard, Quincy, Massachusetts | 15 juin 1942      | 15 janvier 1943                | 25 mars 1946                  | Vendu pour la ferraille le 8 mai 1972. |
| Ordronaux         | DD-617  | Bethlehem Steel Corporation, Fore River Shipyard, Quincy, Massachusetts | 25 juillet 1942   | 13 février 1943                | 27 mars 1946                  | Vendu pour la ferraille le 16 mars 1973 |